# خوين الشعر
خوين الشعر قرية سورية تتبع ناحية سنجار في منطقة معرة النعمان في محافظة إدلب. بلغ عدد سكانها 66 نسمة في عام 2004 حسب إحصاء المكتب المركزي للإحصاء.